# Schönegg bei Pöllau
Schönegg bei Pöllau – dawna gmina położona w zachodniej Austrii, w Styrii, w powiecie Hartberg. 1 stycznia 2015 została rozwiązana, a teren jej połączono z gminami Rabenwald, Saifen-Boden, Sonnhofen w gminę targową Pöllau.